# Первинний органогенез
Первинний органогенез -це третя стадія в ембріональному періоді, входить до онтогенезу. Процес складається з двох етапів. На першому, шар ектодермальних клітин, що розташовується над хордою, відокремлюються в нервову пластинку, а потім замикається і з'являється трубка з невроцель. Змикання є поступовим, спочатку в середньому, потім в задньому кінці зародка і, в закінченні, в передньому. Частина клітин відокремлюється і утворює нервовий гребінь, або гангліозну пластинку. На другій фазі відбувається розвиток всіх інших первинних органів.